# 无毛对叶兰
无毛对叶兰（学名：Neottia suzukii），也称太平山双叶兰、三角双叶兰、三角对叶兰，为兰科鸟巢兰属下的一个种。